# En famille (Maupassant)
Pour les articles homonymes, voir En famille.
En famille est une nouvelle de Guy de Maupassant, parue en 1881. Elle met en scène un père de famille, las du quotidien, confronté à la mort de sa mère et aux désirs d'hériter de sa femme. 

## Historique
En famille  est initialement publiée dans La Nouvelle Revue du 15 février 1881 et reprise dans le recueil La Maison Tellier.  
Guy de Maupassant a été accueilli à La Nouvelle Revue, grâce à la recommandation de Gustave Flaubert.  
Albert Wolff fit une critique élogieuse de la nouvelle dans le Figaro.  

## Résumé
Monsieur Caravan, modeste employé de bureau au ministère de la Marine, mène depuis trente ans une vie réglée comme du papier à musique, chaque soir dans le tramway qui le ramène à Courbevoie, il discute avec M. Chenet, un soi-disant médecin, une partie de domino, puis il rentre chez lui retrouver madame Caravan, ses deux enfants et sa mère de quatre-vingt-dix ans qui habite l’appartement au-dessus.
Madame Caravan, femme laide, de vingt ans plus jeune que son mari, est la fille d’un collègue de travail, les époux passent leurs soirées à discuter des chances de promotions que Monsieur serait en droit d’espérer.
Ce soir, la mère de Monsieur ne descend pas manger la soupe familiale, on découvre qu’elle gît, inanimée, dans son salon, on court chercher Chenet qui conclut à la mort de la vieille dame.
Tous redescendent finir le dîner, il s’agit de ne pas se laisser aller. D’ailleurs, on boit sec, et Caravan est rapidement ivre. Il sort raconter le malheur qui le frappe, mais il ne rencontre que de l’indifférence à peine polie. 
De retour à la maison, il doit faire face à sa femme qui a déjà calculé qu’il fallait prévenir sa sœur du décès afin d'organiser les funérailles et l'héritage. Seulement, cela ne doit pas se faire  trop tôt pour avoir le temps de descendre chez eux certains effets et meubles de la défunte. Et pour ne pas perdre de temps, le couple déménage la même nuit la pendule et la commode, sous ordre de la femme Caravan.
Le lendemain matin, M. Caravan fait les démarches administratives et commande les faire-part. Les enfants, pour qui la mort est une nouveauté intéressante, font visiter la chambre mortuaire à leurs amis.
Le soir, pour le dîner, stupéfaction générale, la grand-mère descend pour la soupe. Elle est vivante et croise dans l’escalier sa fille et son gendre convoqué par le télégramme de Caravan. Les deux familles se disputent et les injures fusent.

## Situation d'énonciation
Le narrateur est extradiégétique, extérieur au récit raconté. Il narre l'histoire à la troisième personne.

## Structure narrative et étude des rythmes
C'est un récit rapide car l'histoire ne dure que quelques jours. Le récit comporte des analepses comme quand M. Caravan se rappelle son enfance à la suite de la mort de sa mère.

## Thèmes et registres
Ce récit relève du registre satirique.En effet Guy de Maupassant se moque beaucoup des personnages, par exemple de la cupidité de Mme. Caravan qui veut déjà prendre l'héritage, alors que son mari n'a toujours pas fait le deuil de sa mère. De plus il se moque du docteur Chenet qui est incompétent car il a diagnostiqué que la grand-mère était morte alors qu'elle ne l'était pas. Par ailleurs M. Caravan se laisse beaucoup influencer par sa femme pour l'héritage et les funérailles. Pour finir, la chute est comique car la grand-mère se réveille et tout le monde est sous le choc car ils la croyaient tous morte.

## Édition française
- En famille, Maupassant, contes et nouvelles, texte établi et annoté par Louis Forestier, Bibliothèque de la Pléiade, éditions Gallimard, 1974  (ISBN 978 2 07 010805 3).